# HD243394
HD243394 є хімічно пекулярною зорею спектрального класу
A5 й має видиму зоряну величину в смузі V приблизно 10,0.